# Бранислав Глумац
Бранислав Глумац (Смедерево, 10. јун 1938) је књижевник, песник, драмски писац и ликовни критичар који ствара у Хрватској.

## Биографија
Бранислав Глумац рођен је у Смедереву 1938. године, од оца Алескандра Глумца и мајке Јосипе Ашанћајић. Његов отац, Александар Глумац, пред почетак Другог светског рата био је запослен у Краљевском министарству финансија у Београду, филијале у Смедереву. Волео је да каже: „Рођен сам на “пропутовању” у Смедереву”.
Након рата 1946. године преселили су се у Вировитицу. Живели су у кући коју им је поклонио Миља Ашанчајић, деда његове мајке. У Вировитици је одрастао и завршио основно и средње образовање. . Средњу школу завршио је у Вировитици 1957. године. Одмах после завршене средње школе, преселио се у Загреб. Дипломирао је југословенску књижевност и енглески језик на Филозофском факултету у Загребу 1973. године.
Осим књижевности заинтересовао се и за политику. Члан је председникове Комисије за помиловања.
Од 1958. године живи и ради у Загребу.

## Каријера
Објавио више од петнаест књига - песама, фељтона, прозе, романа и критика. Прву збирку песама „Пјесме“ објавио је 1960. године, заједно са Звонимиром Мајдаком и Алојзом Мајетићем. Њих тројица сматрају се и зачетницима еротске слободе у писању.
Аутор је „Загрепчанке“, једног од најпопуларнијих хрватских романа. Редитељ Пјер Радошевић режирао је представу по истоименом роману која је четири године играна у Хрватском народном казалишту.
Никола Вукчевић, црногорски редитељ, на основу књиге, снимио је филм, који је приказиван у Мотовуну, али не и у загребачким биоскопима.
Сав свој радни век провео је (и проводи) као професионални књижевник. До сада је објавио тридесетак књига. Његове прве песме објављене ју давне 1953. године у Вировитичким новинама.
Писао је песме, прозе, критике и романе. Позната дела преводио је на хрватски језик. Заједно са Петром Кепеским превео је прву збирку македонске поезије на хрватски језик. Његов познати роман „Загрепчанка“ представља културну књигу хрватске прозе којом ствара специфичан начин писања и оставља лични печат. У прозу уноси потпуно укидање интерпункције. Касније, посебно у књигама песама, створио је специфичне сопствене интерпунктуарије.
Независност у раду омогућила му је да се креће разноврсним уметничким друштвима и срединама. Кретао у високим круговима што је призвело значајне сусрете и пријатељства са глумцима и са сликарима. Тако су настале књиге тематски везани за процесе ликовног стварања од најстаријих до млађих генерација сликара.
Више од три деценије прати хрватско сликарство и његов развој. Вировитици и дворцу Пејачевића, 1980. године, поклонио је стотину слика и двадесет пет скулптура разних аутора. Дела су изложена као стална поставка „Донација Бранислава Глумца“ у дворцу. 
Поједина дела и текстови, Бранислава Глумца, преведени су на француски, енглески, немачки, италијански, руски, словеначки, бугарски, словачки и албански језик.